# Горнобелоцърквенска джамия
Горнобелоцърквенската джамия (на македонска литературна норма: Горнобелоцрквенска џамија}}), е мюсюлмански храм от XIX век в преспанското село Горна Бела църква, Северна Македония.
Джамията е разположена в центъра на селото. Изградена е в 1819 година. Храмът е обновен 1971 година.